# Мелодия на два голоса (фильм)
«Мелодия на два голоса» — советский художественный телефильм 1980 года по одноимённой повести А. Афанасьева.

## Сюжет
После окончания школы и службы в армии Кирилл Воробьёв работает на заводе слесарем. Однажды он встречает Алёну, студентку одного из московских вузов, и в обществе интеллигентной девушки впервые начинает чувствовать себя скованно и неуютно.

## В ролях
- Евгений Меньшов — Кирилл Воробьёв, слесарь пятого разряда
- Людмила Нильская — Алёна Борисоглебская, студентка (озвучивает Наталья Гурзо)
- Ирина Резникова — Зина Левашова, продавщица в овощном магазине
- Владимир Заманский — Николай Павлович, заводской мастер
- Софья Павлова — жена Николая Павловича
- Виктор Шульгин — Иван Воробьёв, отец Кирилла
- Любовь Соколова — мать Кирилла
- Алла Мещерякова — Наташа Белецкая, сестра Кирилла, жена Викентия Исидоровича
- Раиса Куркина — мать Алёны
- Станислав Садальский — Дуглас, приятель Кирилла
- Борис Новиков — Аскольдыч, слесарь на заводе
- Елена Добронравова — работница ЗАГСа
- Ольга Белявская — Надежда, дочь Николая Павловича
- Владимир Бурлаков — милиционер
- Андрей Давыдов — Егоров, рабочий на заводе
- Данута Столярская — Анна Ивановна, заведующая овощным магазином
- Юрий Колычёв — Викентий Исидорович Белецкий, муж Наташи, преподаватель в университете
- Алексей Жарков — Гриша, парикмахер, приятель Кирилла (озвучивает Юрий Саранцев)
- Григорий Лямпе — Владимир Яковлевич, врач

В фильме звучит песня «Неужели» на слова Ирины Грицковой (Гинзбург).

## Съёмочная группа
- Автор сценария: Анатолий Афанасьев
- Режиссёры: Александр Боголюбов, Геннадий Полока
- Оператор: Владимир Трофимов
- Художник: Валентина Гордеева